# جيمس فريدريك ليستر
جيمس فريدريك ليستر هو سياسي كندي، ولد في 21 يونيو 1843 ببيلفي في كندا، وتوفي في 9 فبراير 1902 بتورونتو في كندا. حزبياً، نشط في الحزب الليبرالي الكندي. وقد انتخب عضو مجلس العموم الكندي.